# Сословия в Грузии
Сословия в Грузии — сословия, существовавшие в Картли-Кахетинском царстве к моменту его присоединения к Российской империи в 1801 году. После этого происходил процесс интеграции грузинских сословий в систему сословий Российской империи.

## Дворянство
Вахтангов сборник законов выделял князей (тавади), которые в зависимости от своего экономического положения делились на три категории: первейшие (князья первой категории), средние (князья второй категории) и князья третьей категории, а также азнаури (обычных дворян), которые тоже делились на три категории. Азнаури за службу получали землю с крестьянами в пользование, но по сравнению с российскими помещиками они были более ущемлены в правах: нередко землевладельцы (цари, князья, церковь) передавали дворян вместе с крестьянами по сделкам или по наследству.
После присоединения Восточной Грузии к Российской империи азнаури стали просить признания российскими властями своего дворянства. В 1817 года всем претендентам на дворянство было предложено в течение одного года представить документы в экспедицию суда и расправы Верховного грузинского правительства, а в уездах — в уездные суды для установления их прав. Также требовались показания 10—12 свидетелей, удостоверявших, что данное лицо в течение тридцати лет владело имением, и лишь после этого претендентам выдавались соответствующие акты. В 1819 году Дворянскому депутатскому собранию была дана инструкция, согласно которой дворянами (князьями) могли признаваться, во-первых, только те лица, фамилии которых перечислены в Георгиевском трактате 1783 года, во-вторых, лица, которым дворянское звание было пожаловано последним грузинским царем Георгием XII, и, в-третьих, лица, обладавшие пожалованными грамотами столетней давности. Право собственности на имение само по себе теперь не могло служить доказательством права на дворянство. 
В 1833 году утвержденным императором Николаем I мнением Государственного совета было установлено, что «лица, именуемые княжескими дворянами, не должны состоять в какой бы то ни было личной зависимости от князей и до утверждения их в дворянском достоинстве они должны быть причислены к сословию казенных крестьян». Что же касается прав дворян на землю, то за теми дворянами, которым земля была пожалована царем или которые купили ее, она закреплялась на праве собственности. Земля закреплялась на праве собственности за дворянином и в том случае, если он был пожалован князю вместе с поместьем. Если же такое указание отсутствовало, то земля закреплялась на праве собственности за князем. Имения, пожалованные дворянам князьями, от которых они находились в зависимости, тоже закреплялись в собственности за князьями. Безземельные дворяне, причисляемые к казенным крестьянам, получали наравне с последними надел, при этом за ними признавались право доказывать свое дворянское происхождение и возможность в случае, если это им удастся, получить этот надел в собственность «в уважение их бедности».
Указом императора от 30 марта 1846 года были созданы две специальные комиссии, которые должны были составить списки грузинских дворян и князей, имевших право на дворянство. Через три года эти комиссии составили пять списков дворян. В первый список попали все фамилии, дворянство которых не подлежало сомнению. Во втором списке оказались лица, в отношении которых были определенные сомнения, но в пользу которых имелись аргументы. В третий список были включены те фамилии, права которых на дворянство не были доказаны. В четвертом списке находились фамилии дворян, которые были лично зависимы от князей. В пятом списке (самом большом) были те, кому было окончательно отказано в признании прав на дворянство. Два первых списка были утверждены императором, после чего этих дворян внесли в родословные книги.

## Духовенство
Грузинское православное духовенство до присоединения Восточной Грузии к Российской империи не имело особых прав и привилегий, более того, некоторые православные грузинские священники были лично зависимы от феодалов. По указу от 7 июля 1808 года священники были освобождены «не токмо от крепости, но и от всех податей и повинностей в отношении к помещикам». Однако этот указ распространился только на родившихся после его издания. Лишь указом от 18 апреля 1861 года были освобождены от крепостной зависимости те духовные лица, которые родились до издания указа от 7 июля 1808 года.

## Городские сословия
Основную массу жителей городов Грузии составляли ремесленники и купцы. Вахтангов сборник законов делил купцов делились на четыре категории: богатейшие купцы — мокалаки, «второклассные купцы», «третьеклассные купцы», купцы четвертого класса. 
Мокалаки до середины 1830-х годов существовали только в Тифлисе и Гори. По указу от 4 августа 1832 года мокалакам как «не дворянам» было запрещено владеть крепостными, в течение 4 лет они обязаны были продать своих крепостных людей.
Купцы и ремесленники городов Грузии были объединены в амкарства (цехи). В 1867 году в Тифлисе были упразднены торговые амкарства, а для вступления в ремесленные амкарства должны были проверяться профессиональные и нравственные качества кандидатов; они должны были платить взносы. Это было связано с тем, что высокими налогами облагались не только торговые амкарства Тифлиса, но и ремесленные. В результате начались волнения ремесленников, для пресечения которых были применены войска.

## Крестьяне
Вахтангов сборник законов делил крестьян (глехи) на две основные категории: крепостные крестьяне (кма) и свободные крестьяне. Крепостные крестьяне, в свою очередь, делились на несколько разрядов. Верхний их разряд составляли мсахури (могли быть воинами либо телохранителями своего господина) и азаты (освобождались от некоторых податей и повинностей). Нижний разряд крепостных крестьян (мебегре) был обложен как натуральными, так и денежными повинностями. 
Крепостное право в Тифлисской губернии было отменено лишь в 1864 году, позже отмены крепостного права в основной части Российской империи. Было принято «Местное положение о поземельном устройстве крестьян, водворенных на помещичьих землях Тифлисской губернии». Хотя крестьяне получили личную свободу, но они в течение двух лет должны были платить помещикам оброк, размер которого не мог превышать 30 руб. в год с каждого взрослого мужчины. По истечении этого двухлетнего срока крестьяне освобождались от обязанностей по отношению к прежнему помещику, и в дальнейшем все отношения между ними могли быть определяемы «не иначе как добровольными условиями».